# Alfredo Marte
Alfredo Marte (* 31. März 1989 in Santo Domingo, Distrito Nacional, Dominikanische Republik) ist ein dominikanischer Baseballspieler in der Major League Baseball (MLB). Sein erstes Spiel bestritt er am 2. April 2013 für die Arizona Diamondbacks. Seine Verteidigungs-Feldposition war die des linken Outfielders.
Laut seinem ersten Vereinsvertrag 2013 bezog Marte ein Gehalt von 490.000 USD.

## All-Star Futures Game
Marte vertrat die Arizona D-Backs beim alljährlichen All-Star Futures Game, ein Spiel der Rookies unter sich, von denen angenommen wird, dass sie in der MLB eine zukunftsträchtige, zentrale Rolle einnehmen werden.

## Doping
Im Januar 2011, wurde Marte für 50 Spiele in der Minor League gesperrt, weil ihm das verbotene und leistungssteigernde Steroid, Stanozolol nachgewiesen wurde.